# Skupowo (stacja kolejowa)
Skupowo – dawna towarowa stacja kolejowa (mijanka z jednym torem odstawczym), obecnie trzytorowa na szerokotorowej linii nr 59, ukryta w Puszczy Białowieskiej nieopodal wsi Skupowo; w bezpośrednim sąsiedztwie stacji tor szeroki krzyżuje się z wąskim torem kolei leśnych. Służy do zmiany czoła składów zmierzających do/z terminalu Chryzanów